# Dendrobium usterioides
Dendrobium usterioides är en orkidéart som beskrevs av Oakes Ames. Dendrobium usterioides ingår i släktet Dendrobium, och familjen orkidéer. Inga underarter finns listade i Catalogue of Life.